# Palácio de Reriz
O Palácio Reriz é um edifício histórico situado na Praça da República (antigo Passeio da Rainha D. Amélia) em São Pedro do Sul.
Está classificado como Imóvel de Interesse Público desde 1977.
Foi mandado construir na primeira metade do século XVIII por Diogo Francisco de Almeida de Azevedo e Vasconcelos, Senhor da Quinta do Testamento em Reriz, passando a ser desde então a residência principal da família. Trata-se de um edifício de grande volume, de dimensões pouco comuns nos solares beirões, que se impõe pela sua sobriedade.
A fachada principal apresenta no andar nobre quatro janelas rasgadas, de vão rectangular, dominadas por frontões quebrados e resguardadas por sacadas. A porta de entrada é encimada por um frontão quebrado, ondulante e de ramos sobrepostos, no meio do qual se exibe o brasão da família -escudo pleno de Almeida. A pedra de armas foi colocada muito depois da construção do palácio pelo 1.º Marquês de Reriz, tetraneto do fidalgo que mandou construir o palácio.
A fachada lateral, virada para a Rua Direita (que durante algum tempo se chamou Rua Marquês de Reriz) tem nove janelas semelhantes às da fachada principal. O conjunto arquitectónico é Património classificado pelo IPPAR. As paredes exteriores do paço têm 1,20 metros de espessura, enquanto as interiores contam 90 cm.
Era aqui que a Rainha D. Amélia de Orleães se hospedava com a sua família e criadagem, aquando das suas temporadas na Termas de São Pedro do Sul. A rainha, e quase toda a aristocracia e alta-burguesia, frequentava as termas, que, na altura, significavam um dos mais famosos pontos de encontro da alta sociedade portuguesa. Sendo que seria demasiado dispendioso construir ali um palácio em que pudesse residir, a rainha hospedava-se no Palácio do Visconde de Reriz. Pelos seus préstimos o Visconde viu o seu título elevado a Conde e, depois, a Marquês.
Actualmente, o proprietário é  D. Diogo Cristóvão de Castro de Almeida e Vasconcelos, actual representante da família e do título de Marquês de Reriz, Senhor da Quinta do Testamento, situada em Reriz.